# Pangupterus
Pangupterus (лат., буквально — крыло Паньгу) — род птерозавров из подотряда птеродактилей, живших во времена мелового периода на территории современного Китая.
Известен по почти полной нижней челюсти, которая несёт 36 тонких, равномерно разнесённых конических зубов, торчащих под углом на её кончике. Некоторые зубы меньше других, что, возможно, указывает на замену зубов. Такие зубы не встречаются у каких-либо других зубастых птерозавров формации Jiufotang с сопоставимым материалом, и такая специализация зубной морфологии означает рыбную диету.
Филогенетического анализа с целью установления сродства птерозавра проведено не было, однако, наличие маленького отростка, одонтоида, на конце верхнечелюстной кости, позволяет предварительно отнести Pangupterus к семейству Istiodactylidae, к которому относят Longchengpterus и Istiodactylus.